# Gare de Ranspach
La gare de Ranspach est une gare ferroviaire française de la ligne de Lutterbach à Kruth située sur le territoire de la commune de Ranspach dans le département du Haut-Rhin, en région Grand Est.
C'est une halte ferroviaire de la Société nationale des chemins de fer français (SNCF) desservie par des trains TER Grand Est.

## Situation ferroviaire
Établie à 432 m d'altitude, la gare de Ranspach est située au point kilométrique (PK) ? de la ligne de Lutterbach à Kruth, entre les gares de Saint-Amarin et de Wesserling. 

## Fréquentation
De 2015 à 2024, selon les estimations de la SNCF, la fréquentation annuelle de la gare s'élève aux nombres indiqués dans le tableau ci-dessous.
| Année     | 2015   | 2016   | 2017   | 2018   | 2019   | 2020   | 2021   | 2022   | 2023   | 2024   |
| --------- | ------ | ------ | ------ | ------ | ------ | ------ | ------ | ------ | ------ | ------ |
| Voyageurs | 22 381 | 23 264 | 22 046 | 19 487 | 19 981 | 18 331 | 18 831 | 18 596 | 18 532 | 20 080 |

## Service des voyageurs

### Accueil
Halte SNCF, c'est un point d'arrêt non géré (PANG) à entrée libre. Elle est équipée d'automates pour l'achat de titres de transport.

### Desserte
Ranspach est desservie par des trains TER Grand Est qui effectuent des missions : entre les gares de Kruth et Thann ou Thann-Saint-Jacques ; et entre les gares de Kruth, ou Wesserling, et Mulhouse-Ville.

### Intermodalité
Un parking pour les véhicules est aménagé.